# Yle TV2
Yle TV2 je finský veřejnoprávní televizní kanál, který obsluhuje a vlastní společnost Yle. Vysílání zahájilo v roce 1965. Vysílá pořady pro děti, mládež, sportovní akce a hudební pořady.

## Vysílané pořady

### Domácí produkce
- Ajankohtainen kakkonen
- Akuutti
- Jopet Show
- Kummeli
- Pasila
- Pikku Kakkonen
- Se on siinä
- Siska
- Tartu mikkiin

### Zahraniční produkce
- Doctor Who
- Ihana Elisa
- Ihanan Elisan tytär
- Eurovision Song Contest
- Game of Thrones
- Girls
- Hädän hetkellä
- Kahden keikka
- Karvinen ja ystävät
- Kettu
- Kova laki: Erikoisyksikkö
- Kunnian hinta
- Matkapassi
- McLeodin Tyttäret
- Mikki Hiiren kerhotalo
- Misfits
- Muumilaakson tarinoita
- Nolojen tilanteiden mies
- Onnen Päivät
- Pirunpelto
- Putoojat
- Ricky Sprocket: Showbiz Boy
- Sagwa
- Seitsemäs Taivas
- Sopranos
- Taivaan tulet
- True Blood
- The Wire
- Uusi päivä
- Vekarat
- Ystäväni Tiikeri & Nalle Puh